# Carl-Albrecht von Treuenfels
Carl-Albrecht von Treuenfels (* 7. November 1938 in Schwerin; † 7. September 2021 in Lübeck) war ein deutscher Rechtsanwalt, Buchautor, Fotograf, Publizist und Naturschützer.

## Leben
Carl-Albrecht von Treuenfels kam als Sohn des Gutsbesitzerehepaars Carl und Ilse von Treuenfels geb. Rengstorf zur Welt. Nach der Vertreibung vom Familiengut im westlichen Mecklenburg 1945 wuchs er mit seinen drei Geschwistern auf einem Bauernhof im schleswig-holsteinischen Kreis Herzogtum Lauenburg auf. Verheiratet war er seit 1993 mit Maria-Anna geb. Freiin Besserer von Thalfingen.
Schon während seiner Schulzeit an der Lauenburgischen Gelehrtenschule in Ratzeburg (einer seiner Klassenlehrer war dort der Rudertrainer Karl Adam) begann er, für regionale Zeitungen zu schreiben und zu fotografieren. Reportagen aus der Natur und über deren Schutz sowie die Fotografie wild lebender Tiere wurden schnell zum Schwerpunkt seiner journalistischen Tätigkeit, die er auch während seines Wehrdienstes an verschiedenen Standorten und seiner juristischen Ausbildung in München, Berlin und Aix-en-Provence  nebenher ausübte. Ab 1969 arbeitete von Treuenfels elf Jahre im Management der internationalen Werbeagentur J. Walter Thompson in Frankfurt am Main; danach war er bis 2008 als Rechtsanwalt und Notar in Frankfurt tätig. 
Auch während seiner Berufsjahre war er stets freier Mitarbeiter bei Zeitschriften wie Geo, Merian, natur sowie Tages- und Wochenzeitungen. Allein die Frankfurter Allgemeine Zeitung (FAZ) veröffentlichte zwischen 1973 und 2019 mehr als 460 Artikel mit gut 500 Fotos von ihm. Er unternahm in und nach dieser Zeit zahlreiche Foto-Expeditionen in die entlegensten Gebiete der Erde und besuchte alle Kontinente, großenteils mehrfach. Einen Schwerpunkt bildeten dabei die Lebensräume der 15 auf der Erde lebenden Kranicharten, über die er drei seiner elf Bücher und zahlreiche Artikel verfasste.
Seit seiner Jugend setzte er sich für den Naturschutz ein, zunächst als Mitglied in einigen Vereinen. Ab Anfang der 1970er Jahre engagierte er sich für den World Wildlife Fund. 1981 wurde er in den Stiftungsrat und in den Vorstand von WWF Deutschland gewählt. Von Anfang 1990 bis Ende 2004 war er Vorstandsvorsitzender und Präsident. Während dieser Zeit war er zeitweise auch Mitglied des Stiftungsrates (Board) von WWF International mit Sitz in Gland VD und verschiedener für weltweite Projekte verantwortlicher Ausschüsse.
Sein Engagement für den Schutz der Kraniche (u. a. war er nach der Deutschen Wiedervereinigung Mitbegründer der Arbeitsgemeinschaft „Kranichschutz Deutschland“, legte auf eigenen landwirtschaftlichen Flächen in Norddeutschland, neben Neuanpflanzungen von Wallhecken, Brutbiotope für die großen Vögel an und berichtete immer wieder über die weltweiten Bemühungen für die Erhaltung ihrer Lebensräume und Zugwege) führte zur Berufung in den Stiftungsrat (Board of Directors) der International Crane Foundation (ICF) mit Sitz in Baraboo, Wisconsin. Dort war er bis zu seinem Tod als Director Emeritus eingebunden.
Im Jahr 2008 initiierte und gründete von Treuenfels mit seiner Ehefrau und drei Freunden die Stiftung Feuchtgebiete mit Sitz in Horst (Lauenburg). Er war seither deren Vorstandsvorsitzender.
Er war zudem langjähriges Mitglied im Vorstand der Stiftung Herzogtum Lauenburg mit Sitz in Mölln. Ein weiteres Ehrenamt, die Schirmherrschaft über den Seeadlerschutz in Schleswig-Holstein, legte er aus Altersgründen im Frühjahr 2019 nach mehr als 20 Jahren nieder.

## Schriften (Auswahl)
- Das Photographieren und Filmen von Wild und Vögeln. Paul Parey Verlag, Hamburg 1968 (3. erweiterte Auflage 1979).
- Den Tieren zugeschaut. Thiemig, München 1969 (2. Auflage 1973).
- Solange sie noch leben. München 1973.
- Game Farming: Schlachtwild. In: GEO-Magazin, 12/1978, S. 38–58.
- Sie alle brauchen Lebensraum. Hamburg 1987.
- Abenteuer Naturschutz in Deutschland. Hoffmann und Campe, 1984, 2. Auflage 1986.
- Für unsere Natur. Hamburg 1986.
- Unter Pandas und Pinguinen. Rasch und Röhring, Hamburg 1994, 2. Auflage 1996.
- Kraniche – Vögel des Glücks. Hamburg 1989 (stark erweiterte Neuausgabe 1998).
- Tierwelten. München 2001.
- Zauber der Kraniche. Knesebeck, München 2005, 2. Auflage 2006.
  - französische Ausgabe: Grues. Paris 2005.
  - englisch-amerikanische Ausgabe: The Magic of Cranes. New York 2006.

## Ehrungen
- Verdienstorden der Bundesrepublik Deutschland (Verdienstkreuz am Bande)
- Literaturpreis des Deutschen Jagdschutzverbandes
- Kulturpreis der Stiftung Herzogtum Lauenburg